# Мюллер, Элизабет (актриса)
Элизабет Мюллер (нем. Elisabeth Müller; 18 июля 1926[…], Базель — 11 декабря 2006, Земпах, Люцерн) — швейцарская актриса известная по фильмам ФРГ 1950-х годов.

## Биография
Родилась в 1926 году в Базеле, Швейцария. Дочь профессора стоматологии Оскара Мюллера-Видмана, правнучка писателя Йозефа Виктора Видмана.
Сначала брала частные уроки актёрского мастерства у своей тети, актрисы Эллен Видманн, в 1944—1946 годах училась в актёрской школу в Цюрихе.
Дебютировала на сцене 14 декабря 1946 года в премьере Драматического театра Цюриха спектакля «Генерал дьявола» по Кару Цукмайеру. В 1948—1950 годах играла в городском театре Констанца, затем в театрах Геттингенена, Гиссена, Штутгарта, Люцерна.
В кино дебютировала в 1947 году, во второй половине 1950-х годов играла главные роли в фильмах ФРГ, после 1960-х играла в основном в театрах изредка появляясь в телефильмах и телесериалах, например, в 1966 году исполнив роль Ольги в фильме-спектакле «Три сестры» по А. П. Чехову в постановке Рудольфа Нольте на сцене Штутгартского драматического театра.
Была замужем за кинооператором Куртом Григолейтом с 1962 года.

## Избранная фильмография
- 1954 — Признание Ины Кар / Das Bekenntnis der Ina Kahr — Ина Кар
- 1955 — Андре и Урсула / André and Ursula — Урсула
- 1956 — Розы для Беттины / Rosen für Bettina — Беттина
- 1957 — Таксист Бенц / Taxichauffeur Bänz — Ирма Бенц
- 1957 — Рассвет / Morgengrauen — Инге Янсен
- 1959 — Роммель вызывает Каир / Rommel ruft Kairo — лейтенант Кей Моррисон
- 1959 — Холмы гнева / The Angry Hills (Великобритания) — Лиза Кириякидес
- 1966 — Три сестры / Drei Schwestern (телефильм) — Ольга